# Geoparques Mundiais da UNESCO
Os Geoparques Mundiais da UNESCO (UGGp, UNESCO Global Geoparks) são geoparques - áreas focadas na proteção e celebração de recursos geológicos - reconhecidos como sendo de excelência mundial pela Organização das Nações Unidas para a Educação, a Ciência e a Cultura (UNESCO).
Os UGGps tem raízes na Rede de Geoparques Mundiais (GGN, Global Geoparks Network), fundada em 2004 através de uma parceria entra a UNESCO e a União Internacional de Ciências Geológicas (IUGS).
Em 2015, os estados membros da UNESCO ratificaram a troca para o nome atual.
A rede foi criada para conservar o patrimônio geológico da Terra, bem como para promover a pesquisa e o desenvolvimento sustentável pelas comunidades envolvidas.
A iniciativa visa distinguir áreas naturais com elevado valor geológico, nas quais esteja em prática uma estratégia de desenvolvimento sustentado baseado na geologia e em outros valores naturais ou humanos.

## Definição
Segundo a definição da UNESCO, um geoparque é “um território de limites bem definidos com uma área suficientemente grande para servir de apoio ao desenvolvimento sócio-económico local. Deve abranger um determinado número de sítios geológicos de relevo ou um mosaico de entidades geológicas de especial importância científica, raridade e beleza, que seja representativa de uma região e da sua história geológica, eventos e processos. Poderá possuir não só significado geológico, mas também ao nível da ecologia, arqueologia, história e cultura.”

## Processo
Para inclusão na Rede Mundial de Geoparques, a candidatura deverá seguir estes passos:
1. Demonstrar que a área tem um património geológico de nível internacional.
2. Demonstrar que este património já está a ser usado para promover o desenvolvimento económico sustentável da comunidade local, principalmente através do turismo sustentável (incluindo turismo educativo).
3. Demonstrar que todos os aspectos do património da área (tanto natural como cultural) estão perfeitamente integrados no geoparque – já que um geoparque não trata apenas de geologia.
4. Preparar um dossier de candidatura e submetê-lo à UNESCO. A UNESCO disponibiliza as linhas-mestras para esse dossier.
5. A UNESCO então convida os inspectores a efectuarem uma missão de inspecção no local
6. Os inspectores submetem o seu relatório à UNESCO.

O comité é composto por:
- Patrick Mc Keever (Geological Survey of Northern Ireland / DETI, Reino Unido)
- Margarete Patzak (UNESCO)
- Nikolaos Zouros (Floresta petrificada de Lesbos, Grécia)
- Marie-Luise Frey (Sítio fossilífero de Messel, Alemanha)
- Ibrahim Komoo (Universidade Nacional da Malásia, Malásia)
- Guy Martini (Reserva geológica da Alta Provença, França)

## Cooperações e programas

### Rede Europeia de Geoparques
A Rede Europeia de Geoparques (REG) foi criada em 2001 como organização independente, mas com o apoio da Divisão de Ciências da Terra da UNESCO. Quando em 2004 a UNESCO finalmente estabelece a Rede Mundial de Geoparques, essa rede é criada incluindo os 17 parques existentes na REG, em conjunto com oito geoparques chineses.
Em Outubro de 2004, a REG e a UNESCO assinaram a Declaração de Madonie, que estipula que a Rede Europeia de Geoparques é o mecanismo de inclusão dos geoparques europeus na Rede Mundial de Geoparques. Ou seja:
- a candidatura de um geoparque europeu é feita junto da REG;
- se a REG aceitar ou rejeitar uma candidatura, essa candidatura é aceite ou rejeitada pela UNESCO;
- se um geoparque for excluído da REG, é automaticamente excluído pela UNESCO.

### Programa Internacional de Geociência
O Programa Internacional de Geociência (International Geoscience Programme, ou IGCP) é uma cooperação entre a UNESCO e a União Internacional de Ciências Geológicas (IUGS) que tem estimulado estudos comparativos das geociências desde 1972. Já levou a cabo mais de  400 projectos com milhares de cientistas de cerca de 150 países. Os projectos em curso em Março de 2006 envolviam um cientista português e quatro brasileiros. Em 2006 está a trabalhar em propostas de geoparques em diversos países, por exemplo no Vietname.

## Conferências

### Pequim 2004
A conferência inaugural da Rede Mundial de Geoparques teve lugar em Pequim, China, entre 27 e 29 de Junho de 2004. A Rede foi criada com 25 parques.

### Belfast 2006
A segunda conferência decorreu em Belfast, Irlanda do Norte, entre 17 e 21 de Setembro de 2006. Contou com um concurso fotográfico como forma de abrir o acontecimento ao público.
Foram integrados 12 geoparques à rede, e um foi reintegrado (Cabo de Gata-Nijar).

### Osnabrück 2008
A terceira conferência mundial de geoparques teve lugar em Junho de 2008 no parque TERRA.vita em Osnabrück, Alemanha.

## Lista de propriedades

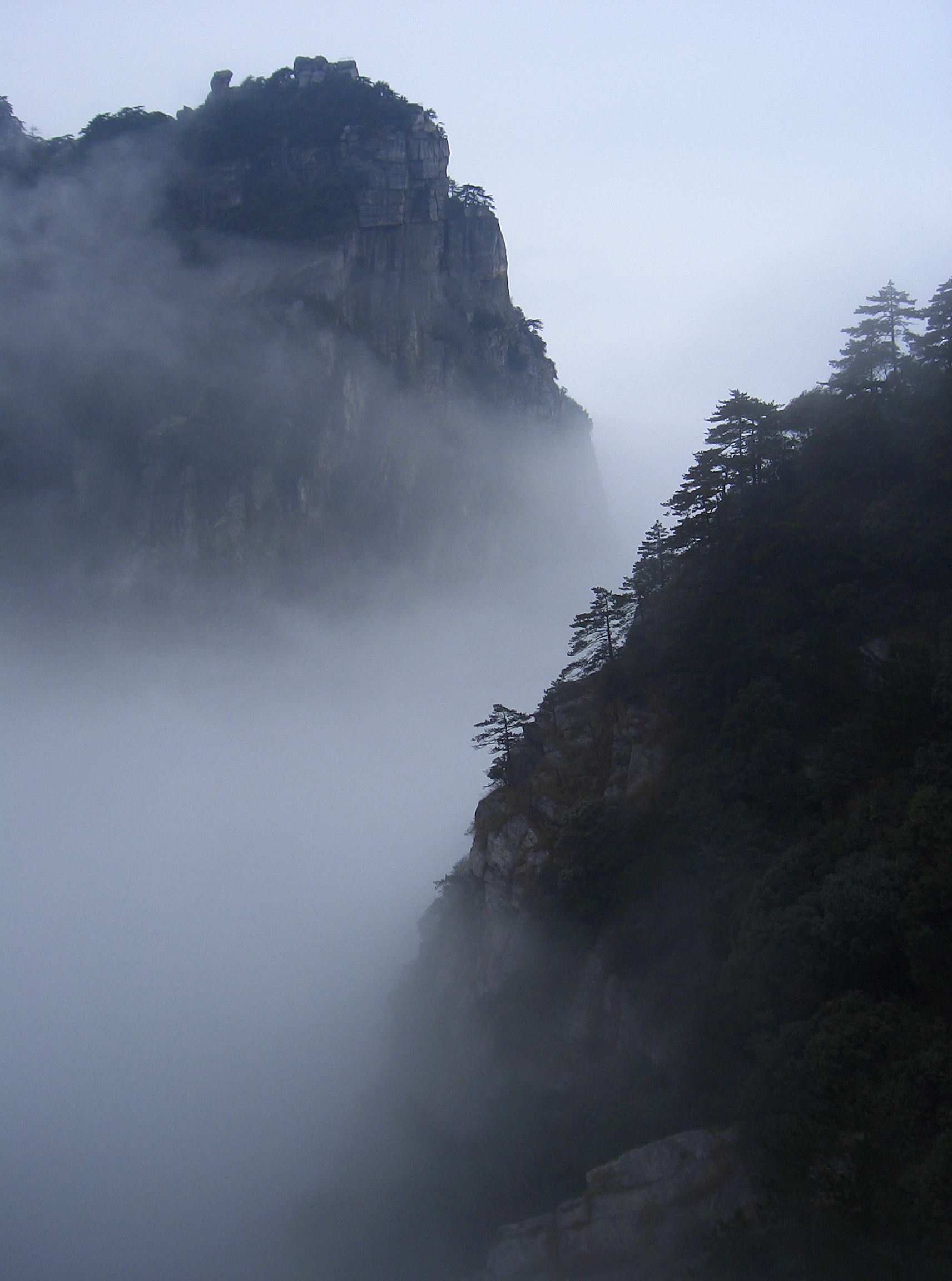
Lushan, China

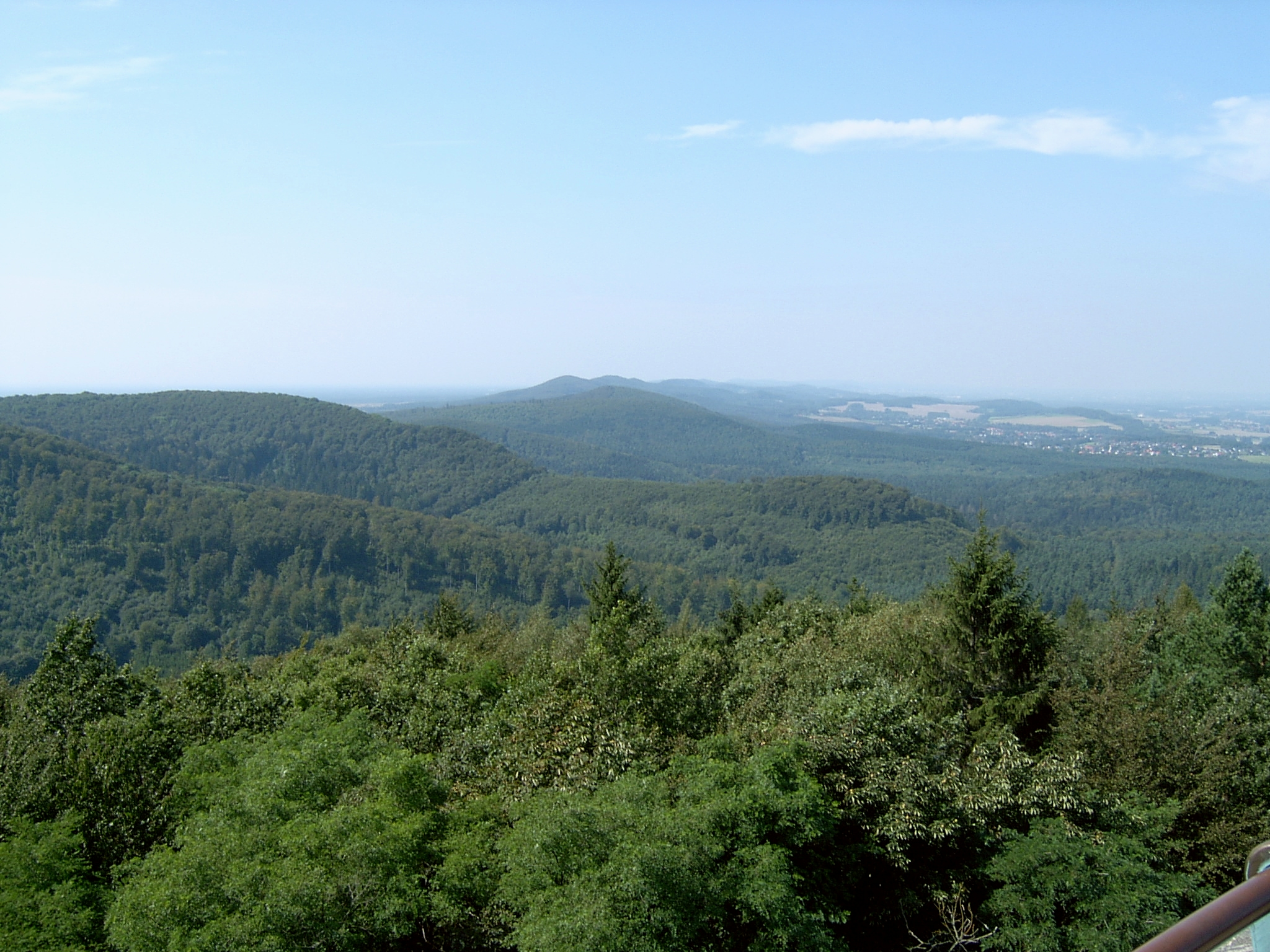
Floresta de Teutoburgo, Alemanha

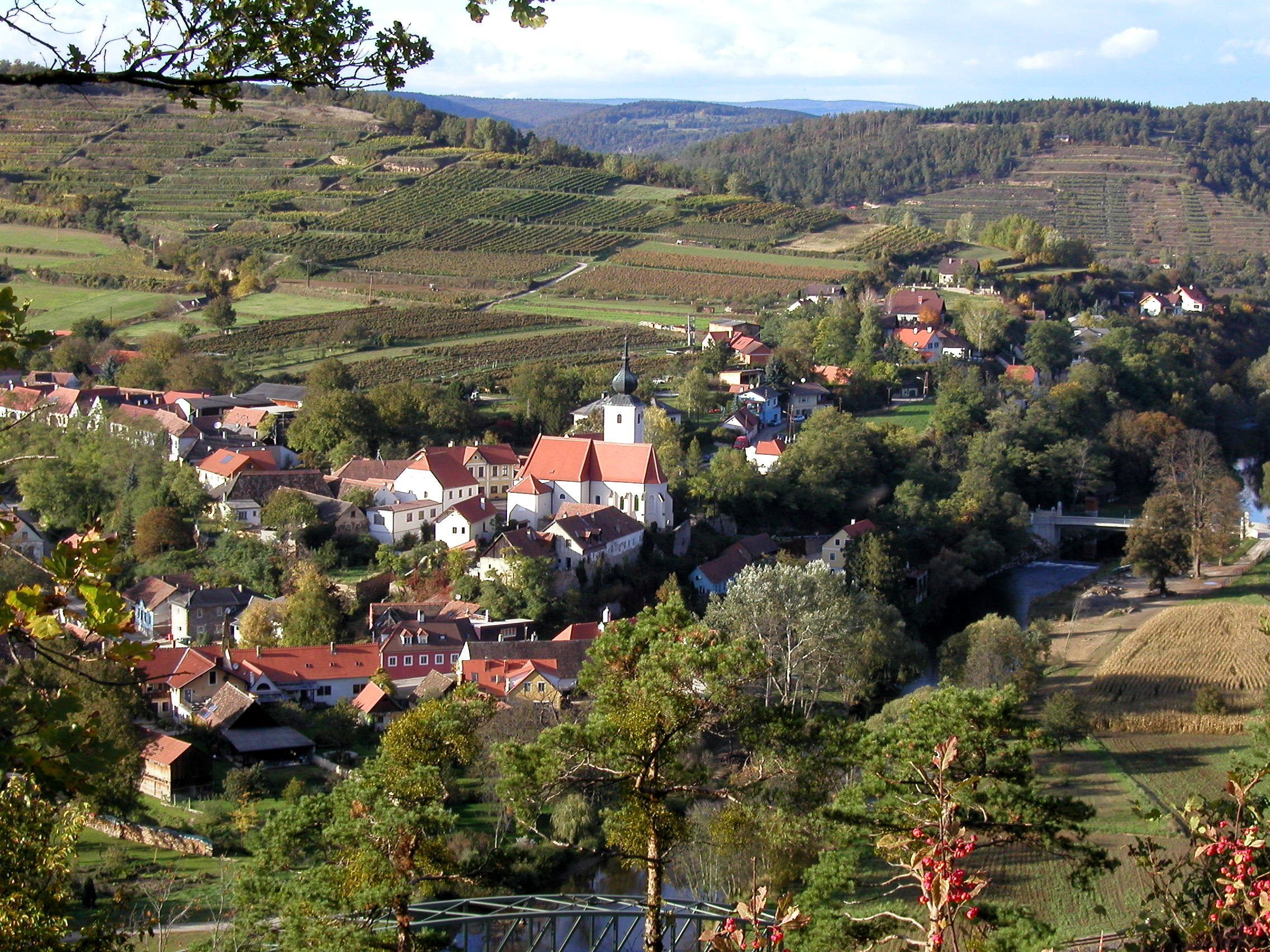
Stiefern, Kamptal-Schönberg, Áustria

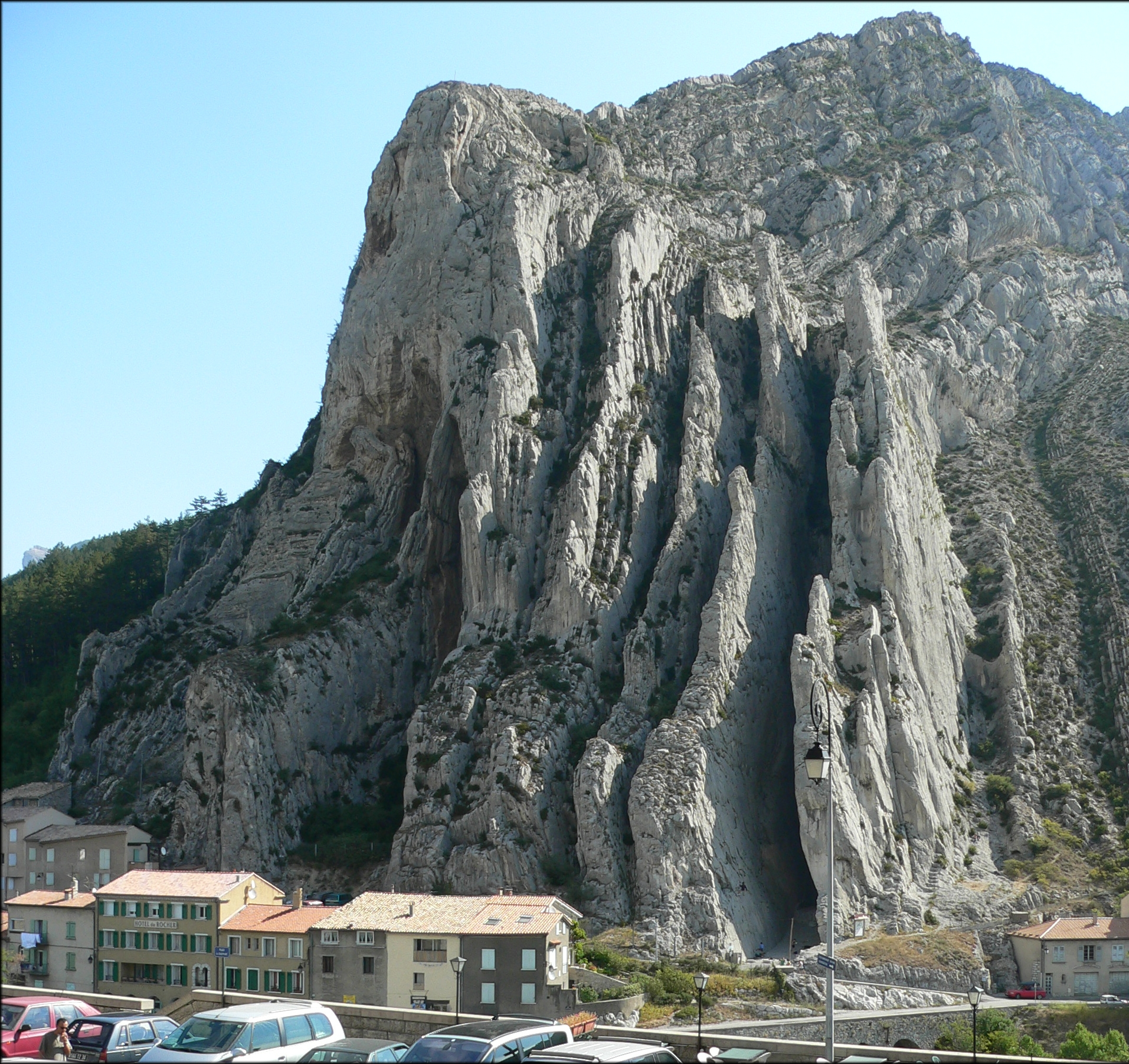
Sisteron, Alta Provença, França

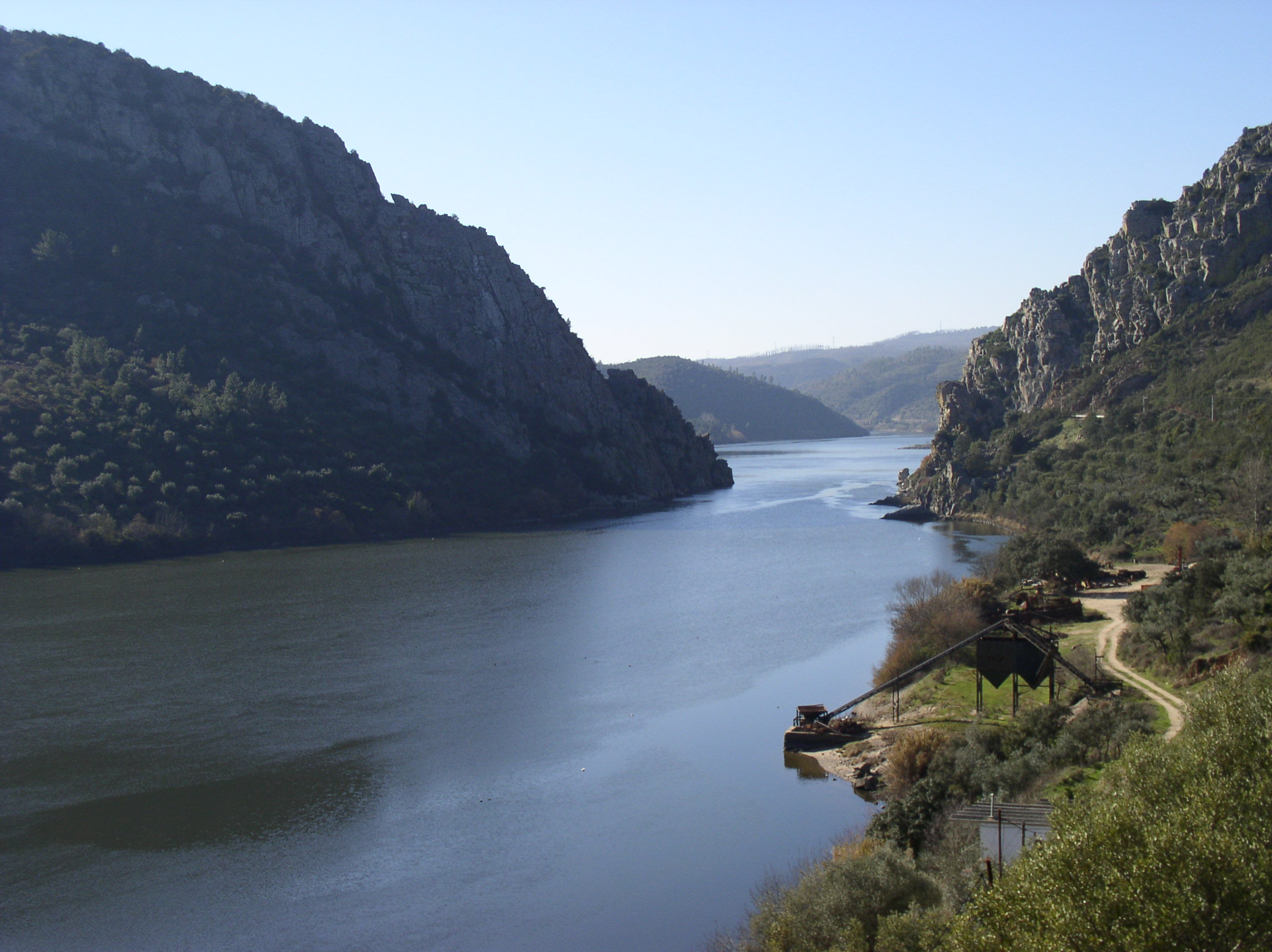
Portas de Ródão, Naturtejo, Portugal

Esta é a lista de geoparques mundiais, que em junho de 2007 englobava 53 propriedades em 17 países. Estão listados apenas os geoparques mundiais reconhecidos pela UNESCO; para outros geoparques, veja o artigo lista de geoparques nacionais.

### Ásia
China (18)
- Geoparque Alxa
- Geoparque Danxiashan (2004)
- Geoparque Fangshan (2006)
- Geoparque Funiushan (2006)
- Geoparque Hexigten (2005)
- Geoparque Huangshan (2004)
- Geoparque Jingpohu (2006)
- Geoparque Leiqiong (2006)
- Geoparque Longhushan
- Geoparque Lushan (2004)
- Geoparque Taishan (2006)
- Geoparque Qinling
- Geoparque Songshan (2004)
- Geoparque da Floresta de Pedra de Shilin (2004)
- Geoparque Taining (2005)
- Geoparque Wudalianshi (2004)
- Geoparque Wangwushan-Daimeishan (2006)
- Geoparque Xingwen (2005)
- Geoparque Yandangshan (2005)
- Geoparque Yuntaishan (2004)
- Geoparque da Floresta do Pico de Arenito de Zhangjiajie (2004)
- Geoparque Zigong

Irão (1)
- Qeshm (2007)

Japão (3)
- Geoparque da Caldeira de Toya e do Vulcão de Usu
- Geoparque Itoigawa
- Geoparque Vulcânico Unzen

Malásia (1)
- Langkawi (2007) home page

### Américas
Brasil (6):
- Geoparque Araripe (2006)
- Geoparque Seridó (2022)[17]
- Geoparque Caminhos dos Cânions do Sul (2022)[18][19]
- Geoparque Quarta Colônia (2023)[20]
- Geoparque Caçapava do Sul (2023)[20]
- Geoparque Uberaba (2024)[21]

Chile (1):
- Kütralkura (2019)

Ecuador (1):
- Provincia de Imbabura (2019)

Perú (2):
- Colca y Volcanes de Andagua (2019)

### Europa
Em 2018, existiam um total de 70 parques em 23 países europeus. Ver Rede Europeia de Geoparques.

### Oceania
Austrália (1)
- Geoparque Kanawinka[22]